# Nicolás Lugli
Nicolás Pedro Lugli (Villa Fiorito Buenos Aires, Argentina; 9 de julio de 1996) es un futbolista argentino. Juega como delantero y su actual club es el Platense de la Liga Nacional de Honduras.

## Carrera
Lugli surgió de las inferiores de Platense. El 18 de agosto de 2015 hizo su debut oficial con Platense en reemplazo de Daniel Vega, contra Deportivo Armenio, por la decimonovena fecha de la Primera B 2015. El encuentro terminó con empate de 0-0. 
El 23 de agosto de 2018 se confirmó su cesión a Deportivo Español. Con los Gallegos, Lugli disputó 17 juegos y no convirtió anotaciones.
El 2 de julio de 2019 fue nuevamente cedido, en esa ocasión a San Miguel. Con el Verde, debutó el 2 de septiembre de 2019, frente a Deportivo Español, en un juego que culminó con derrota de 2-0. El 15 de septiembre de 2019, ante Defensores Unidos, convirtió la primera anotación de su carrera profesional.

## Estadísticas
Actualizado hasta el 12 de enero de 2020.
| Platense Argentina          |                     |                     |    |   |   |   |   |    |    |   |
| 2015                        | 3.ª                 | 2                   | 0  | - | - | - | - | 2  | 0  |   |
| 2016                        | 3.ª                 | 0                   | 0  | - | - | - | - | 0  | 0  |   |
| 2016-17                     | 3.ª                 | 7                   | 0  | - | - | - | - | 7  | 0  |   |
| 2017-18                     | 3.ª                 | 11                  | 0  | 0 | 0 | - | - | 11 | 0  |   |
| Total                       | Total               | 20                  | 0  | 0 | 0 | 0 | 0 | 20 | 0  |   |
| Deportivo Español Argentina |                     |                     |    |   |   |   |   |    |    |   |
| 2018-19                     | 3.ª                 | 17                  | 0  | - | - | - | - | 17 | 0  |   |
| Total                       | Total               | 17                  | 0  | 0 | 0 | 0 | 0 | 17 | 0  |   |
| San Miguel Argentina        |                     |                     |    |   |   |   |   |    |    |   |
| 2019-20                     | 3.ª                 | 13                  | 1  | - | - | - | - | 13 | 1  |   |
| Total                       | Total               | 13                  | 1  | 0 | 0 | 0 | 0 | 13 | 1  |   |
| Platense Honduras           |                     |                     |    |   |   |   |   |    |    |   |
| 2019-20                     | 1.ª                 | 9                   | 2  | - | - | - | - | 9  | 2  |   |
| Total                       | Total               | 9                   | 2  | 0 | 0 | 0 | 0 | 9  | 2  |   |
| Total en su carrera         | Total en su carrera | Total en su carrera | 51 | 1 | 0 | 0 | 0 | 0  | 51 | 2 |
| (1)Incluye Copa Argentina.  |                     |                     |    |   |   |   |   |    |    |   |

## Palmarés

### Campeonatos nacionales
| Campeonato | Club     | País      | Edición |
| ---------- | -------- | --------- | ------- |
| Primera B  | Platense | Argentina | 2017-18 |